# 段店镇 (鄂州市)
段店镇，是中华人民共和国湖北省鄂州市华容区下辖的一个乡镇级行政单位。

## 行政区划
段店镇下辖以下地区：
百席村、灯塘村、孔关村、骆李村、三江村、上湖村、孙彭村、陶湖村、武圣村、中咀村、中湾村、庄屋村、刘弄村、罗湖村、泥矶村、四份村（含移民新区）和张湾村。